# Vlada Ralko
Vlada Ralko (Oekraïens: Влада Ралко) (Kiev, 1969) is een Oekraïens kunstschilderes.
Ralko volgde haar opleiding in 1987 aan de Republican Art School, en in 1994 aan de Nationale Academie voor Beeldende Kunsten en architectuur. Sinds 1994 is ze lid van de Union Artists of Ukraine.
Ralko wordt gezien als een invloedrijke vrouw die bijdraagt aan een positief imago voor Oekraïne.
Ralko is getrouwd met Vladimir Budnikov.
- Gemeinsame Normdatei: 1095138618
- International Standard Name Identifier: 0000 0004 9729 9255
- Library of Congress Control Number: no2016051224
- Virtual International Authority File: 313145970026932250519
- WorldCat: E39PBJp69drddY9QbhHKC6dPcP